# Captura microbiana eletrolítica de carbono
Captura microbiana eletrolítica de carbono (ou MECC, da expressão em inglês Microbial electrolysis carbon capture) é uma técnica de captura de carbono usando células de eletrólise microbiana durante o tratamento de águas residuais. A MECC resulta em um tratamento de águas residuais com emissão líquida negativa de carbono pela remoção de dióxido de carbono (CO2) durante o tratamento por meio da formação de calcita (CaCO3) e da produção de gás H2 lucrativo.
A emissão de dióxido de carbono antropogênico contribui com mudanças climáticas regionais significantes em razão da atuação do gás no efeito estufa na atmosfera. A maioria dos objetivos de mitigação para remover CO2 da atmosfera buscam atuar na emissão de CO2 pela queima de combustíveis fósseis. Nó uso destes, há emissão de CO2 e de outros compostos tóxicos como SOx e NOx no processo de combustão. O crescimento econômico depende da produção de energia para o transporte e a produção industrial de bens e serviços. Prevê-se que a quantidade de CO2 emitido continue a crescer em um futuro próximo.

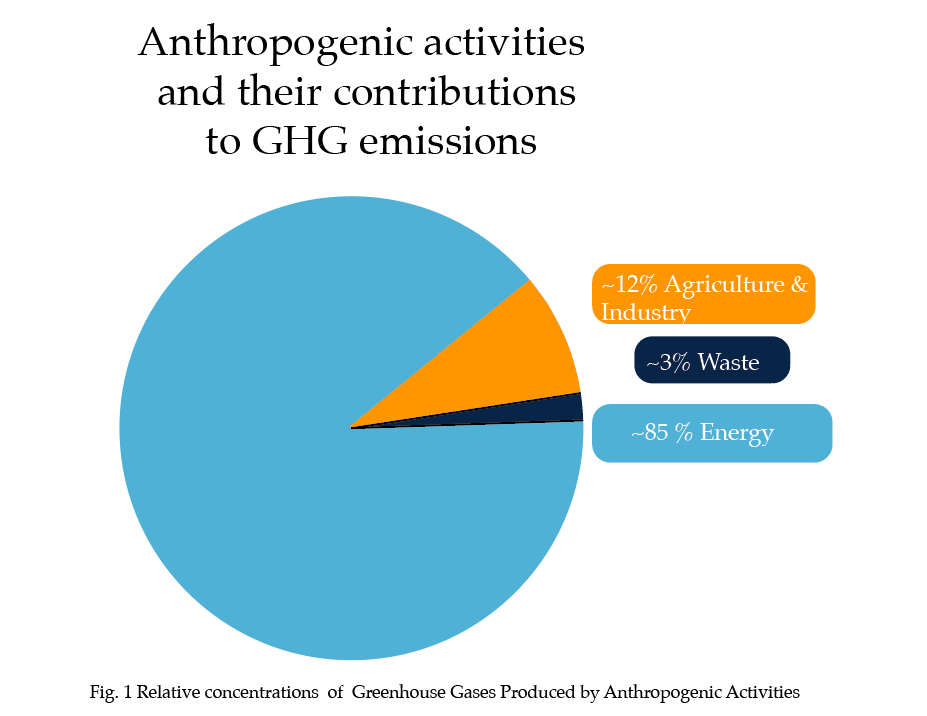
Emissões líquidas de gases do efeito estufa por ações antrópicas

O processamento de águas residuais reflete uma pequena porcentagem das emissões de gases de efeito estufa. Atualmente, o tratamento de águas residuais consome 3% do total de eletricidade nos EUA. Ao menos 12 trilhões de galões de águas residuais são tratados  anualmente apenas nos Estados Unidos, o que contribui com 1,5% das emissões globais de gases do efeito estufa. A captura microbiana eletrolítica de carbono (MECC) é um processo que favorece o uso de energia sustentável nos setores público e privado. O MECC aproveita as características inerentes às águas residuais, como o conteúdo orgânico, para remover o dióxido de carbono e produzir calcita como precipitado, bem como gás hidrogênio.

## Mecanismo
As estações de tratamento de águas residuais são responsabilizadas pela The 2004 Greenhouse Gas Protocol Initiative por suas emissões de gases de efeito estufa a partir do uso de eletricidade para tratar águas residuais. Isso porque a energia é necessária para o processo de aeração que libera compostos voláteis da água e também para a mistura e o transporte de fluido poluído e reciclado que é conduzido ao longo do processo. A própria ação de geração de eletricidade necessário para o tratamento de águas residuais produz CO2, CH4 e óxido nitroso. A etapa de tratamento aeróbio da água libera N2O e CO2, semelhantemente à etapa de sedimentação de partículas, e a etapa de lodo ativado libera CO2 e metano.

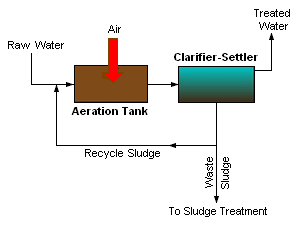
A etapa de lodo ativado no tratamento de águas residuais libera compostos como metano e CO_{2}

Micróbios em águas residuais têm potencial de aumentar a mineralização de CO2. A mineralização de CO2 em CaCO3 imobiliza o gás carbônico, o que evita vazamentos ao estabilizar a pressão subterrânea e reduzir a permeabilidade da rocha de cobertura. Pelo princípio de Le Chatelier, aumentar a disponibilidade de Ca2+ e o nível de pH causa elevação da taxa de mineralização. Superfícies carregadas negativamente em micróbios têm alta afinidade por cátions como Ca2+ e, embora tenham função metabólica, aumentam a saturação do CO2 em solução.  Além disso, a ureólise bacteriana (hidrólise da ureia) aumenta o pH da solução.

## Tecnologia de MECC usando águas residuais
O processo microbiano eletrolítico utiliza águas residuais como fonte de íons carregados e produz gás hidrogênio por meio do uso da célula de eletrólise microbiana. A própria água residual fornece eletrólitos e é usada para dissolver minerais. É nas águas residuais onde ocorrem as reações que unem as moléculas de CO2 para formar novas substâncias.
No ânodo, microorganismos chamados exoeletrógenos interagem com compostos orgânicos para clivar o hidrogênio e produzir CO2. Os elétrons resultantes viajam pelo circuito até o cátodo, onde reduzem a água, para produzir gás H2 e íons OH-. O aumento do pH do cátodo dissolve silicatos, liberando íons metálicos como Ca2+. Os prótons (H+) produzidos no ânodo agem com esses íons metálicos para capturar e, por fim, mineralizar o CO2 em carbonato. Devido à alta produção de gás H2 e à capacidade do sistema de reciclar até 95% do gás, há um ganho de 57 a 63 kJ/mol de CO2 capturado.
O CO2 sequestrado e o H2 produzido em tal método, além de serem "energia líquida positiva", são especificamente mencionados como os destaques do processo, bem como a oportunidade de utilização de materiais reciclados como o HCO3- produzido pelo MECC, que é útil para estações de tratamento de água. A água restante pode ser fornecida às usinas de emissões externas de CO2 (como a energia a carvão). Uma vantagem do processo MECC sobre outras abordagens alternativas, como a digestão anaeróbia, é que o MECC funciona bem em baixas temperaturas, em pequena escala e em baixas DQOs. A seção de economia descreve as desvantagens econômicas atuais desse processo.

## Economia e o MECC
A captura microbiana eletrolítica de carbono ainda não foi implementada nas atuais estações de tratamento de águas residuais. Portanto, os custos e benefícios econômicos, em vez de dados operacionais, são projeções atuais baseadas em pesquisas da tecnologia. Lu et al. (2015) resumem os potenciais benefícios econômicos do uso do MECC em seu artigo de 2015, no qual eles definem o método. Seus resultados estimam um custo líquido de “$ 48 por tonelada de CO2 mitigado” para a tecnologia MECC aplicada a estações de tratamento de esgoto. Essa estimativa considera os custos de energia adicionais, custos operacionais e capital inicial necessários para realizar a MECC, bem como compensações de potenciais custos, como receita devido ao tratamento de água, produção de H2 e redução no consumo de combustíveis fósseis para a fabricação comercial de H2 e para o tratamento de águas residuais.
O custo líquido projetado de $48 por tonelada de CO2 mitigado é menor do que os custos estimados para absorção de captura de carbono pós-combustão da usina de carvão pulverizado usando MEA e sequestro geológico ($ 65/t-CO2), que é atualmente a mais profílica técnica de Captura e Sequestro de Carbono (ou CCS, do termo em inglês Carbon Capture and Sequestration). A projeção de custo do MECC também é menor do que o custo de muitas outras tecnologias CCS: os métodos de captura direta de CO2 no ar (cerca de $ 1000/t-CO2), a técnica de Bioenergia com Captura e Armazenamento de Carbono (BECCS) ($ 60–250/t-CO2), o método da dissolução eletrolítica abiótica de silicato ($ 86/t-CO2), e a captura de carbono da usina de carvão pulverizado por técnicas de absorção e de membrana ($ 70–270/t-CO2). A economia da abordagem MECC para captura de carbono se beneficiará de investigações futuras na otimização do design e dos materiais usados. Mais pesquisas são necessárias para prever o escopo dos custos e contratempos relacionados à engenharia e à atuação de um sistema MECC funcional nas atuais estações de tratamento de águas residuais.
Críticos da MECC discutem as ineficiências do processo, da instalação, dos materiais e de potenciais contratempos que podem resultar em perdas econômicas. Embora a MECC seja projetada para ser mais barata do que outras técnicas de captura de carbono existentes, é consideravelmente mais cara (cerca de 800 vezes mais cara) do que a tecnologia atual de tratamento de águas residuais e, portanto, enfrenta uma barreira substancial para implementação em estações de tratamento de águas residuais públicas e privadas. Além disso, a eficiência da tecnologia de célula de combustível microbiana, que é análoga ao sistema microbiano usado na MECC, tem sido criticada por sua imprevisibilidade devido ao fato de depender do conteúdo químico e de nutrientes de águas residuais variáveis, bem como da saúde de micróbios vivos. MFCs ineficientes levam a maiores custos de operação, pois a compensação de custos flutua com o afastamento da eficiência máxima do sistema.